# 刀栋梁
刀栋梁（1886年—1943年8月17日），傣名召孟帕坎（Chao Mhoam Lhong Khong Gham，全称为召孟书宛纳帕坎），西双版纳傣族第四十三世召片领（车里宣慰使）。
刀栋梁于傣历1287年（1925年）继承其父刀承恩之位成为召片领。其在位期间，国民政府在西双版纳实施县治，他与中央政府所派的流官共同管理地方政权，即“土流并治”。
他因早年无子，故将其六弟刀栋庭之子刀世勋过继为嗣。刀世勋在其于傣历1305年（1943年）过世后继承其位。

## 家庭
刀栋梁娶三妻，育有三女二子：
- 正妻：萨涛罕（勐拉公主）
  - 长女：孟巴督玛（嫁召景洛）
  - 次女：孟罕们（嫁召勐腊）
- 二妻：婻金
  - 女：孟远（嫁召景董）
- 三妻：婻单（继母，父死后娶为妻）
  - 长子：召应勐（刀世德）
  - 次子：孟麻哈宰（刀世贵）